# Annette Baier
Annette Claire Baier (Queenstown, Nova Zelândia, 11 de outubro de 1929 — Dunedin, Nova Zelândia, 2 de novembro de 2012) foi uma filósofa neozelandesa e estudiosa de Hume. Ficou também conhecida pelas suas contribuições sobre a filosofia feminista e a filosofia da mente, onde foi fortemente influenciada pelo seu ex-colega, Wilfrid Sellars.

## Biografia
Nascida Annette Claire Stoop, a 11 de outubro de 1929, em Queenstown, na Nova Zelândia, e sendo uma das poucas mulheres afortunadas por ter o total apoio de seus pais e de um professor de inglês para prosseguir os seus estudos além do liceu, tal como explicou no prefácio do seu ensaio ético "Moral Prejudices", desde tenra idade, Annette decidiu que seguiria o seu percurso acadêmico no campo da Filosofia, ingressando em 1947 na Universidade de Otago.
Após terminar o seu bacharelato e mestrado em Filosofia, em 1952, Annette deixou o seu país de origem e partiu para a Universidade de Oxford, em Inglaterra, onde continuou os seus estudos, nomeadamente na prestigiada faculdade para mulheres Somerville College. Durante esses anos, cruzou-se e travou contacto com as filósofas Philippa Foot e Elizabeth Anscombe, duas das mais altas figuras do movimento feminino e feminista no campo da Filosofia. Tal como elas, Annette começou a se opor aos pensamentos e ideais de Immanuel Kant, por os considerar machistas e ultrapassados, tomando antes com interesse os ensinamentos de um outro contemporâneo de Kant, o escocês David Hume. Após estudar os filósofos clássicos, Annette começou a adoptar uma nova visão filosófica de cepticismo profundo em vez do sistema moral universal da razão, comumente adoptado por muitos filósofos até então.
Em 1954, Annette regressou à Nova Zelândia, onde começou a lecionar na Universidade de Auckland, de 1956 a 1958, e na Universidade de Sydney, em 1959.
Em 1958, casou-se com o influente filósofo austríaco Kurt Erich Maria Baier, tomando o seu apelido.
Três anos depois, após ser oferecido o cargo de professor no departamento de Filosofia da Universidade de Pittsburgh ao seu marido, Annette Baier deixou novamente o seu país e partiu para os Estados Unidos.
De 1963 a 1969, lecionou no departamento de Filosofia da instituição privada de ensino e pesquisa Universidade Carnegie Mellon, em Pittsburgh, Pensilvânia.
Em 1973, passou a lecionar na Universidade de Pittsburgh, onde o seu marido era chefe de departamento. Apesar desse acto ter gerado algum mal estar entre alguns colegas, Annette ali permaneceu durante o resto da sua carreira acadêmica, primeiro como assistente, depois como professora, e finalmente como Distinguished Service Professor em 1993. Durante esses anos, foi também presidente da Divisão Leste da American Philosophical Association.
Em 1995, Annette Baier e o seu marido Kurt reformaram-se e partiram para Dunedin, Nova Zelândia, onde finalmente se fixaram até ao fim das suas vidas.
Em 1999, Annette recebeu um título honorário de Doctor of Literature da Universidade de Otago, onde havia anteriormente se formado.
A 2 de novembro de 2012, Annette Baier faleceu com 83 anos.

## Ética
Segundo Baier, a abordagem, que tanto as mulheres como os homens, fazem sobre a ideia de ética, é realizada através de decisões do que é certo e errado. Contudo a base de valores para se realizar esta noção, aparentemente básica e simples, é baseada em diferentes sistemas de valores segundo o gênero destes: os homens tomam as suas decisões morais de acordo com uma ideia de justiça, enquanto as mulheres são motivadas pelos sentidos ou de elo construído através de confiança ou carinho. Tal como ela sugere nos seus ensaios, tendo a história da filosofia sido esmagadoramente compilada por homens, a importância do estudo sobre os sentimentos, criados através do acto ou papel de nutrir, confiar e cuidar, associados muitas vezes ao papel da mulher na sociedade e no seu seio familiar, foi quase totalmente ignorado ao longo dos séculos.

### Livros
- Baier, Annette (1985). Postures of the Mind: Essays on Mind and Morals. [S.l.]: University of Minnesota Press. 336 páginas. ISBN 9780816613274[5]
- Baier, Annette (1991). A Progress of Sentiments: Reflections on Hume's Treatise. [S.l.: s.n.] ISBN 9780674020382[6]
- Baier, Annette (1995). Moral Prejudices. [S.l.: s.n.] ISBN 9780674587168, incluindo especialmente "O que as mulheres querem em uma teoria ética?" e "A necessidade de mais do que justiça".[7]
- Baier, Annette (1997). The Commons of the Mind. Col: Paul Carus Lectures. [S.l.: s.n.] ISBN 9780812693508[8]
- Baier, Annette (2008). Death and Character: Further Reflections on Hume. Harvard University Press. [S.l.: s.n.] ISBN 9780674030909[9]
- Baier, Annette (2009). Reflections on How We Live. Oxford University Press. [S.l.: s.n.] ISBN 9780199570362[10]
- Baier, Annette (2011). The Pursuits of Philosophy: An Introduction to the Life and Thought of David Hume. Harvard University Press. [S.l.: s.n.] ISBN 9780674063082[11]

### Capítulos em livros
- Baier, Annette (1983), «Knowing Our Place in the Animal World», in:  Miller, Williams, Ethics and Animals, ISBN 978-0-89603-053-4, Clifton, New Jersey: Humana Press, pp. 61–77.
- Baier, Annette (2005), «The need for more than justice», in:  Cudd, Andreasen, Feminist theory: a philosophical anthology, ISBN 9781405116619, Oxford, UK Malden, Massachusetts: Blackwell Publishing, pp. 243–250.